# Грибоєдов Олександр Сергійович
Олекса́ндр Сергі́йович Грибоє́дов (нар.4 (15) січня 1795, за іншими джерелами — 1794, Москва, Російська імперія — пом.30 січня (11 лютого) 1829, Тегеран) — російський дипломат, поет, драматург, піаніст, композитор, дворянин. Статський радник (1828) .

## Життєпис
Народився 4 січня (15 н.с.) 1795 року в Москві в родині офіцера російської гвардії, дворянина. Отримав різносторонню домашню освіту. Семи років відданий в Московський університетський пансіон. В одинадцять років Грибоєдов — студент Московського університету. Закінчивши словесне відділення філософського факультету, він вступив на юридичне відділення і отримав другий диплом — кандидата права. У 1810 році навчається на природничо-математичному факультеті. З дитинства знав французьку, англійську, німецьку та італійську мови, за час навчання в університеті вивчав грецьку та латинську, пізніше — перську, арабську і османську. Він володів і музичними здібностями: грав на фортепіано, флейті, сам складав музику.
У службу вступив корнетом у Московський гусарський полк, сформований князем Салтиковим — 26 липня 1812 року, за розформування полку переведений в Іркутський гусарський полк — 17 грудня 1812 року, вийшов з військової служби в березні 1816 року. Вступив в Колегію закордонних справ у червні 1817 року. У середині 1818 року Грибоєдов призначений секретарем російської місії в Персії. Призначення це було по суті засланням, приводом для якого послужила участь Грибоєдова секундантом в дуелі офіцера В. А. Шереметєва і графа А. П. Завадовського через артистку Істоміну. У лютому 1819 року Грибоєдов приїхав до Тавризу. 19 лютого 1822 року переведений з місії до О. П. Єрмолова на Кавказ для занять по дипломатичній частині. У 1823–1825 роках Грибоєдов був у тривалій відпустці, працював над поемою «Лихо з розуму». Наприкінці 1825 року Грибоєдов повернувся на Кавказ.
Дійсний член Вільного товариства любителів російської словесності.
Підтримував стосунки з діячами декабристського руху В. Кюхельбекером, К. Рилєєвим, О. Бестужевим тощо.
За свідченнями ряду декабристів (Оболенський, Трубецькой, Рилєєв, Бріген) був членом Північного товариства; сам це заперечував. Наказ про арешт від 2 січня 1826 року, заарештований у фортеці Грозний — 23 січня, привезений до Петербургу на головну гауптвахту — 11 лютого 1826 року, ув'язнений в Головному штабі. Слідча комісія у справі декабристів не довела причетність Грибоєдова до декабристського руху.
Височайше наказано звільнити з виправдувальним атестатом, повисити в наступний чин і видати річну платню.
Звільнений 2 червня 1826 року.

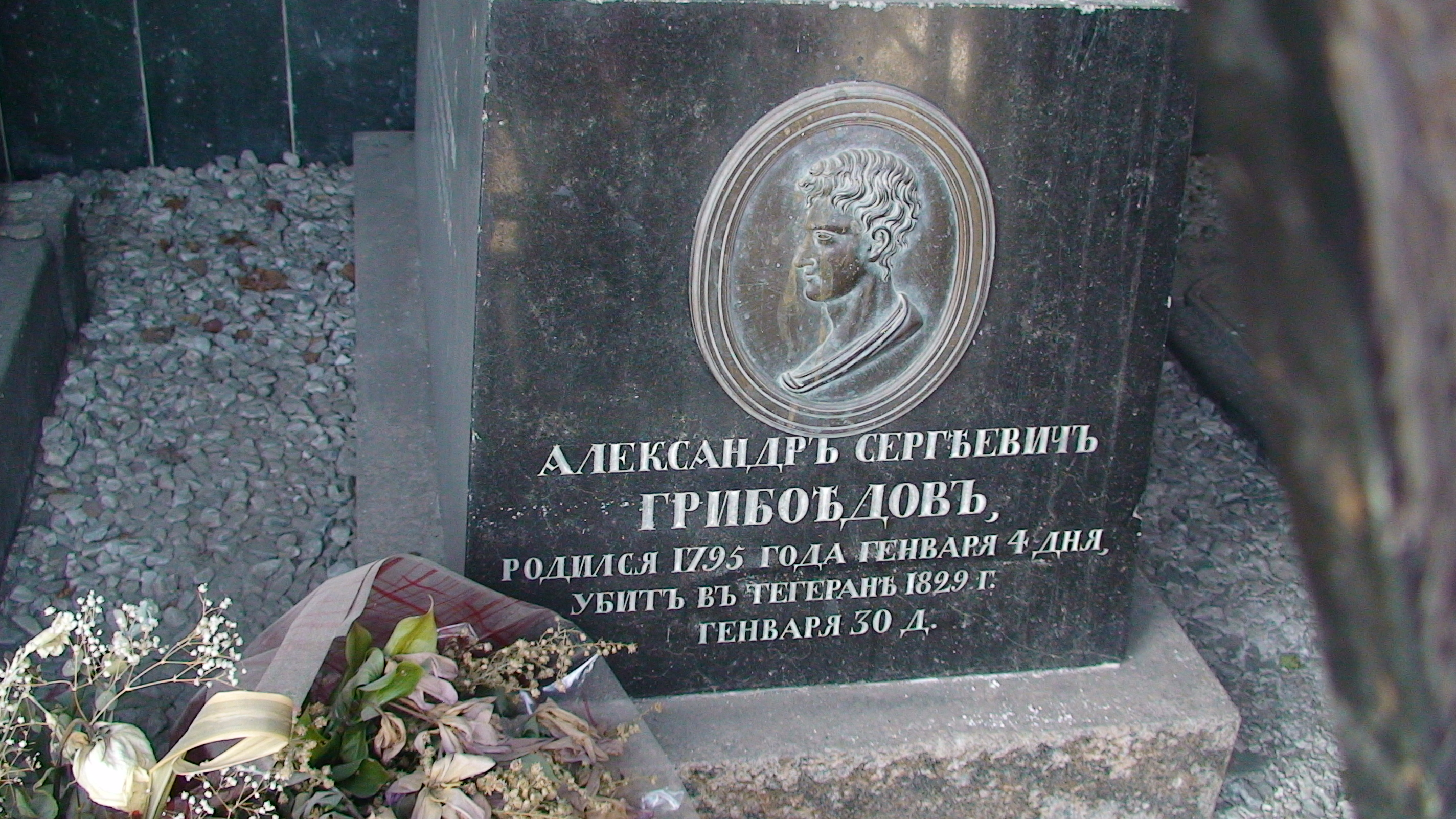
Могила Грибоєдова О. С.

Після повернення на Кавказ в 1826 році Грибоєдов виступає як дипломат, йому наказано відати дипломатичними відносинами з Османською імперією і Персією. Після зміщення Єрмолова служив при Паскевича. Колезький радник — 6 грудня 1827 року. У 1828 році бере участь у підготовці Туркманчайського мирного договору, укладеного з Персією. За укладання Туркманчайського мирного договору з Персією нагороджений орденом святої Анни 2 ст. з алмазними знаками. Потім він отримує призначення повноважним міністром у Персію. 22 серпня (3 вересня) 1828 року в Тифлісі Грибоєдов одружується на Ніні Чавчавадзе, дочці свого друга, відомого поета О. Чавчавадзе. Залишивши дружину в Тавризі, виїхав з посольством до Тегерана.
Загинув 30 січня 1829 року під час знищення російського посольства в Тегерані. Тіло Грибоєдова було перевезено до Тифлісу і поховано на горі святого Давида (нині там знаходиться Пантеон Мтацмінда).

## Перші твори

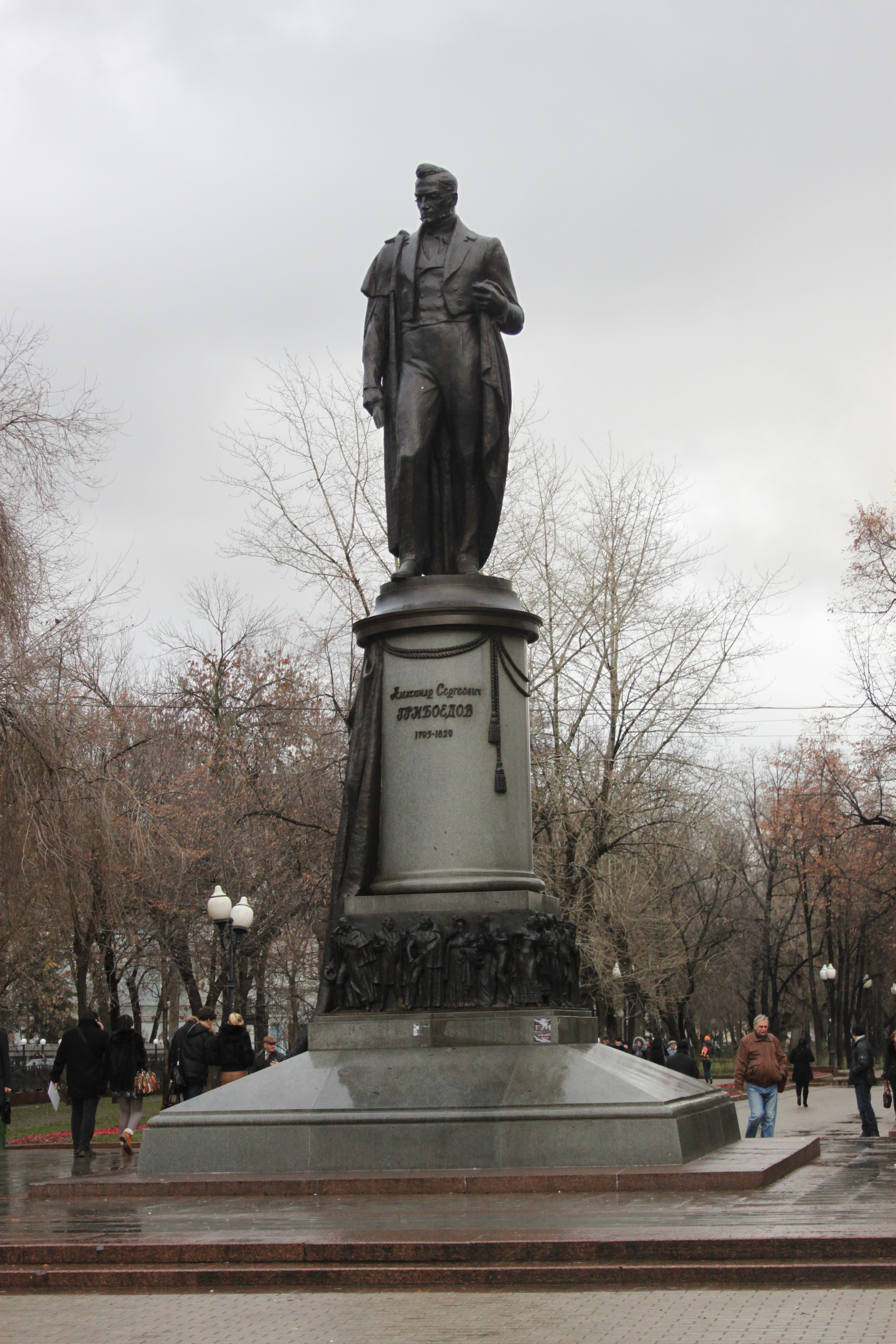
Пам'ятник Грибоєдову О. С. в Москві

Перші твори — комедії «Молоде подружжя» (1815), «Своя сім'я, або Заміжня наречена» (1817, у співавторстві з О. Шаховським і М. Хмельницьким), та «Студент» (1817, з П. Катеніним).

## Комедія «Лихо з розуму»
У комедії «Лихо з розуму» («Горе от ума», 1824) з великою художньою силою висловив протест проти тогочасного суспільного ладу, змалював трагедію «зайвої людини», яка, маючи великий внутрішній потенціал, фактично не була потрібна державі. Пафос твору — у захисті свободи, вільної людської особистості, у пристрасному запереченні духовного рабства.
Комедія, у поетиці якої поєднуються риси драматургії класицизму і нового, реалістичного зображення дійсності, написана живою, близькою до народної, афористичною мовою. Вона стала етапним твором у розвитку російської літератури. Крилаті вислови, на які так багата п'єса, ввійшли в літературний і побутовий обіг наступних поколінь.

## Незавершені твори Грибоєдова
Незавершені літературні задуми Грибоєдова («1812 рік», 1824 — 1825; «Грузинська ніч», 1826 — 1827) свідчили про посилення в його творчості антикріпосницьких мотивів.

## Зв'язки з Україною
У травні — червні 1825 року Грибоєдов перебував у Києві, зустрічався з керівниками декабристського руху. В Києві 1831 року (вперше без цензурних змін) було поставлено комедію «Лихо з розуму».
Комедією Грибоєдова захоплювався Тарас Шевченко. Вислів — «Воскреснем ли когда от чужевластья мод!» — він узяв епіграфом до нездійсненого видання «Кобзаря».

## Переклади українською
Українською мовою «Лихо з розуму» переклали А. Волкович («Горе з розуму», 1936), Максим Рильський, Діодор Бобир, Євген Дроб'язко (у співавторстві, «Лихо з розуму», 1947).

## Твори
- Сочинения, т. 1–2. — М., 1971.
- Избранное. — М., 1978.
- Сочинения в стихах. — Л., 1987.
- Лихо з розуму. — К., 1951.